# باشگاه فوتبال الداخلیه
باشگاه فوتبال الداخلیه (عربی: نادى الداخلية الرياضي)
یک باشگاه فوتبال مصری است. این باشگاه در سال ۲۰۰۵ تأسیس شد و برای اولین بار در سال ۲۰۱۱ به لیگ برتر فوتبال مصر صعود کرد.